# Jean Durtal
Pour l’article homonyme, voir Durtal.
Jean Durtal est le nom de plume de Charlotte Marie Louise Sandberg-Charpentier (née le 16 février 1905 à Angers et morte le 27 septembre 1999 à Sèvres), poétesse, romancière, journaliste, femme de lettres.

## Biographie
Jean Durtal est une écrivaine, auteur d'une importante œuvre poétique et littéraire.
Elle a publié différents ouvrages sous son nom de jeune fille comme La chair et le péché (1929) ou La solitude peuplée- poèmes
Elle fut également journaliste, dans différents journaux comme Le journal des femmes et au Petit journal.
Elle se marie le 23 octobre 1934 à Jean Goldschild dit Goldsky un anarchiste devenu journaliste et membre du Parti radical français  dont elle divorce en janvier 1944. Ils publient ensemble en 1937 un livre "La dame de l'Ariana". Ils lancent ensemble un hebdomadaire "
Les Temps modernes (hebdomadaire), organe du mouvement radical français qui ne doit pas être confondu avec Les Temps Modernes dirigé par Sartre.
Selon Renaud Meltz, elle aurait été la maîtresse de Pierre Laval qu'elle aurait rencontré en 1935.
Elle se remarie le 15 septembre 1955 avec Serge Sandberg, un producteur de cinéma.
Elle fut membre et présidente de la Société des gens de lettres.
Elle est décédée le 27 juin 1999.

## Prix littéraires
Jean Durtal reçut plusieurs prix littéraires.
- 1971 : Chants pour Athanaël, prix François Coppée (Prix de poésie créé en 1907)
- 1974 : Livre blanc, prix Émile-Hinzelin (Prix de poésie créé en 1945)
- 1979 : Les raisins de septembre, prix Broquette-Gonin (Prix de littérature créé en 1910)

## Œuvres
- La chair et le péché (1929)
- La solitude peuplée- poèmes
- La dame de l'Ariana. Charpentier Charlotte - Goldsky Jean-Édité par Office Général de la Presse Française. (1937)
- Le Héros, préface de Pierre Dejussieu-Pontcarral, coécrit par Jean Durtal et Pierre-Marie-Philippe Dejussieu, Éditions Gutenberg, Paris : 1946 ;
- La peau des autres, Éditions L'Elan, Paris : 1949 ;
- Je suis gueri, Éditions : L'Elan, Paris : 1951 ;
- Le Voile de Béatrice, Angers : 1954 ;
- L'Homme au pilori, Les éditions ludographiques françaises, Nice : 1957 ;
- Le Chef d'orchestre : Poèmes, Les éditions ludographiques françaises, Nice : 1960 ;
- Les coulisses de la politique. une femme témoigne 1932-1942, Nouvelles Éditions Latines, Paris : 1966 ;
- Saïd Akl, Poète Libanais, Nouvelles Éditions Latines, Paris : 1970 ;
- Chants pour Athanaël, Éditions Dar al kitab, Beyrouth : 1971 ;
- Les Raisins de septembre, Nouvelles Éditions Latines, Paris : 1972 ;
- Livre blanc, Nouvelles Éditions Latines, Paris : 1973 ;
- Choix de textes de Jean Durtal, essais... bibliographie, documents coécrit par Jean Durtal, Pierre Lyautey et Pierre Silvain, Collection Poètes actuels, Éditions Actuelles Formes et langages, Paris : 1975.
- Place Du Ralliement, Éditions Val De Loire Angers : 1980 ;
- La Fontaine du soir, Éditions Firmin-Didot, Paris : 1986 ;
- Le trottoir des veuves Nouvelles Éditions Latines, Paris ;
- Rue de la Sagesse, Nouvelles Éditions Latines, rééditions 2008.